# 遮眼神
遮眼神，是古代的妖怪故事。叙述一个鬼为人营私舞弊而被鬼神惩罚的故事。在吴郡南北二局有机房殿,旁一有尊塑像叫遮眼神。在八仙得道傳里，李少君的遮眼球之法,创始于他流传至今。也被大家称之为遮眼神。

## 原文
吴郡南北两局,有机房殿。旁塑一像,曰遮眼神。一夕,守局者见神顶冠束带,蜂拥而出。越数日,宿殿上,见神复来。青衣露顶,面若涂炭。上座者询之。曰: “适被一人褫去冠带矣! ”问: “何人? ”曰: “不知。”问: “所获何罪? ”曰: “亦不知也。前在殿 廊下,遇青衣者数十辈, 

## 参看
1. ↑  徐华龙. . 广西民族出版社. 1994年: 246.
2. ↑  無垢道人，許廑父. . 飛翔時代. 1931年.
3. ↑  沈起凤. . 人民文学出版社. 2006年: 38. ISBN 9787020028665.

## 相關
中国妖怪列表